# PhpMyAdmin
Pour les articles homonymes, voir PMA.
phpMyAdmin (PMA) est une application Web de gestion pour les systèmes de gestion de base de données MySQL et MariaDB, réalisée principalement en PHP et distribuée sous licence GNU GPL.

## Fonctionnalités
Il s'agit de l'une des plus célèbres interfaces pour gérer une base de données MySQL sur un serveur PHP. De nombreux hébergeurs, gratuits comme payants, le proposent ce qui évite à l'utilisateur d'avoir à l'installer.
Cette interface pratique permet d'exécuter, très facilement et sans grandes connaissances en bases de données, des requêtes comme les créations de table de données, insertions, mises à jour, suppressions et modifications de structure de la base de données, ainsi que l'attribution et la révocation de droits et l'import/export. Ce système permet de sauvegarder commodément une base de données sous forme de fichier .sql et d'y transférer ses données, même sans connaître SQL.
Les requêtes SQL restent possibles, ce qui permet de les tester interactivement lors de la création d'un site pour les utiliser ensuite en batch (c'est-à-dire en différé) une fois au point.

## Histoire
En 1998, Tobias Ratschiller (de) commença à travailler sur une interface web en PHP pour MySQL, inspirée du MySQL-Webadmin de Peter Kuppelwieser. Quand il renonça au projet en 2000 par manque de temps, phpMyAdmin était déjà devenu un des plus populaires outils d'administration pour les applications PHP et l'administration MySQL avec une large communauté d'utilisateurs et de collaborateurs.
Afin de coordonner le nombre croissant de patches, un groupe de trois développeurs, Olivier Müller, Marc Delisle et Loïc Chapeaux, lancèrent le projet The phpMyAdmin Project sur SourceForge.net et assurèrent le développement en 2001.

### Principales versions
- 0.9.0 le 9 septembre 1998 : première version interne
- 1.0.1 le 26 octobre 1998
- 1.1.0 le 3 novembre 1998 : demande de confirmation avant une commande « Drop »
- 1.2.0 le 29 novembre 1998 : import de données depuis un fichier texte
- 1.3.0 le 16 décembre 1998
- 1.3.1 le 27 décembre 1998 : première version multilingue
- 1.4.0 le 16 janvier 1999 : possibilité de renommer et de copier des tables
- 2.0.0 le 11 avril 1999 : refonte de la mise en page
- 2.1.0 le 8 juin 2000 : dernière version du développeur original Tobias Ratschiller
- 2.2.0 le 31 août 2001 : première version stable de The phpMyAdmin Project
- 2.3.0 le 8 novembre 2001 : les vues de bases de données et de tables sont découpées en plus petites sections
- 2.4.0 le 23 février 2003 : support des privilèges MySQL 4, connexions compressées, usage généralisé du format PNG
- 2.5.0 le 5 novembre 2003 : introduction du système de transformation basé sur MIME
- 2.6.0 le 27 septembre 2004 : amélioration du jeu de caractères et support MySQL 4.1
- 2.7.0 le 5 décembre 2005 : amélioration des possibilités d'import, configuration simplifiée, nettoyage de l'interface utilisateur
- 2.8.0 le 6 mars 2006 : prise en charge de PHP 5.1.2
- 2.9.0 le 20 septembre 2006 : possibilité d'export vers un texte ou une feuille OpenDocument
- 2.10.0 le 27 février 2007 : interface utilisateur permettant de définir les relations
- 2.11.0 le 21 août 2007 : création de vues à partir de résultats de requêtes, prise en charge des triggers, procédures et fonctions, interface améliorée pour les serveurs gérant un grand nombre de bases ou de tables
- 3.0.0 le 27 septembre 2008 : PHP 5.2+ et MySQL 5.0+ sont désormais requis, support de « Event » et « Trigger »
- 3.0.1 le 22 octobre 2008
- 3.1.0 le 28 novembre 2008
- 3.2.0 le 15 juin 2009
- 3.3.0 le 7 mars 2010
- 3.4.0 le 11 mai 2011
- 3.5.0 le 7 avril 2012 : édition directe du contenu d'une cellule, éditeur de champs de type Enum/Set, ajaxification accrue
- 4.0.0 le 3 mai 2013 : abandon des frames HTML, utilisation d'une arborescence dans le panneau de navigation
- 5.0.0 le 26 décembre 2019 : suppression de la prise en charge des anciennes versions de PHP (5.5, 5.6, 7.0 et HHVM)

## Statut actuel
Le logiciel, actuellement disponible dans 50 langues différentes, est encore maintenu dans The phpMyAdmin Project administré par Olivier Müller, Marc Delisle, Alexander M. Turek, Michal Čihař et Garvin Hicking.